# Armous-et-Cau
 Armous-et-Cau  là một xã thuộc tỉnh Gers trong vùng Occitanie tây nam nước Pháp. Xã này có độ cao trung bình 175 mét trên mực nước biển.

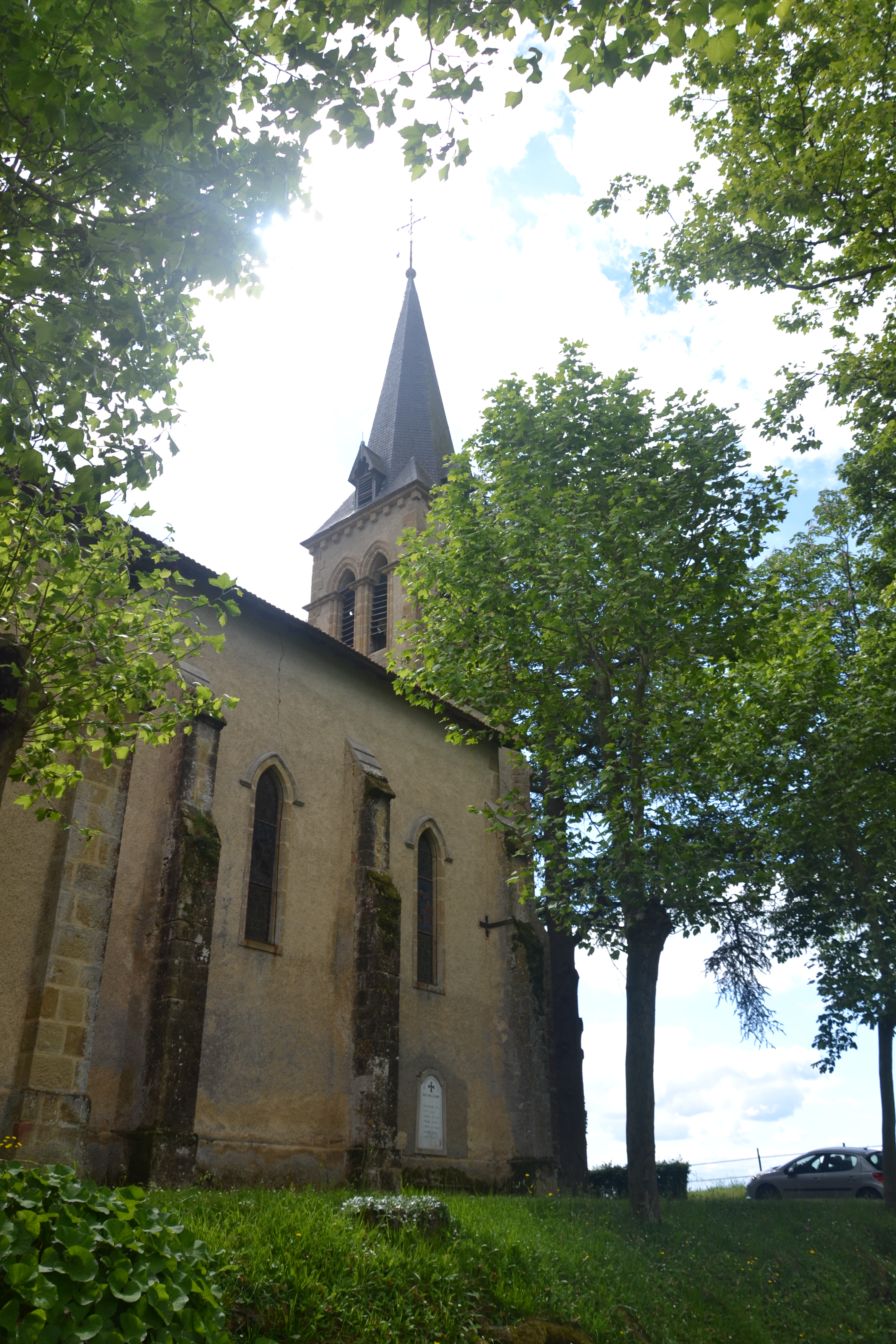
Armous-et-Cau